# Türk Telekom Stadium
Türk Telekom Arena er et fodboldstadion i den tyrkiske by Istanbul. Det er til daglig hjemmebane for Galatasaray SK. Det er et af de største stadioner i Tyrkiet.
| Idrætsanlæg | Spire Denne artikel om et idrætsanlæg er en spire som bør udbygges. Du er velkommen til at hjælpe Wikipedia ved at udvide den. |

41°06′N 28°59′Ø / 41.1°N 28.99°Ø